# 弗里蘭鎮區 (明尼蘇達州拉基帕爾縣)
弗里蘭鎮區（英語：Freeland Township）是位於美國明尼蘇達州拉基帕爾縣的一個行政鎮區。

## 歷史
弗里蘭鎮區於1880年設立，得名自早期定居者J·P·弗里（J. P. Free）三兄弟。

## 地方資料
弗里蘭鎮區的面積為94.32平方千米，皆為陸地。根據2020年美國人口普查的數據，當地共有人口87人，而人口密度為每平方千米0.92人。